# 芦泽站
蘆澤站（日语：／ Ashisawa eki */?），是一個位於山形縣尾花澤市大字蘆澤，屬於東日本旅客鐵道（JR東日本）奧羽本線的鐵路車站。位於「山形線」的愛稱路段內。

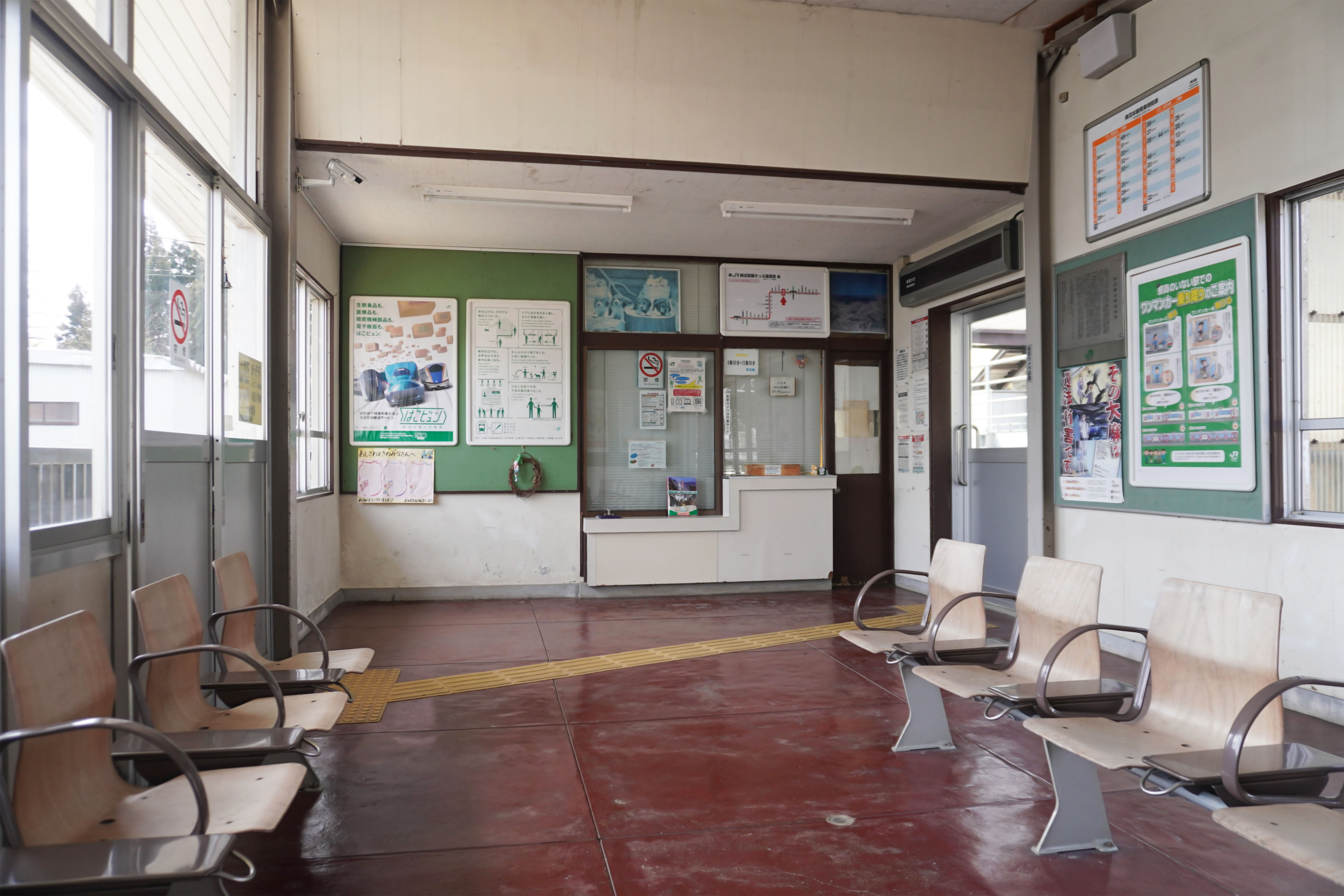
車站內部（2024年3月）

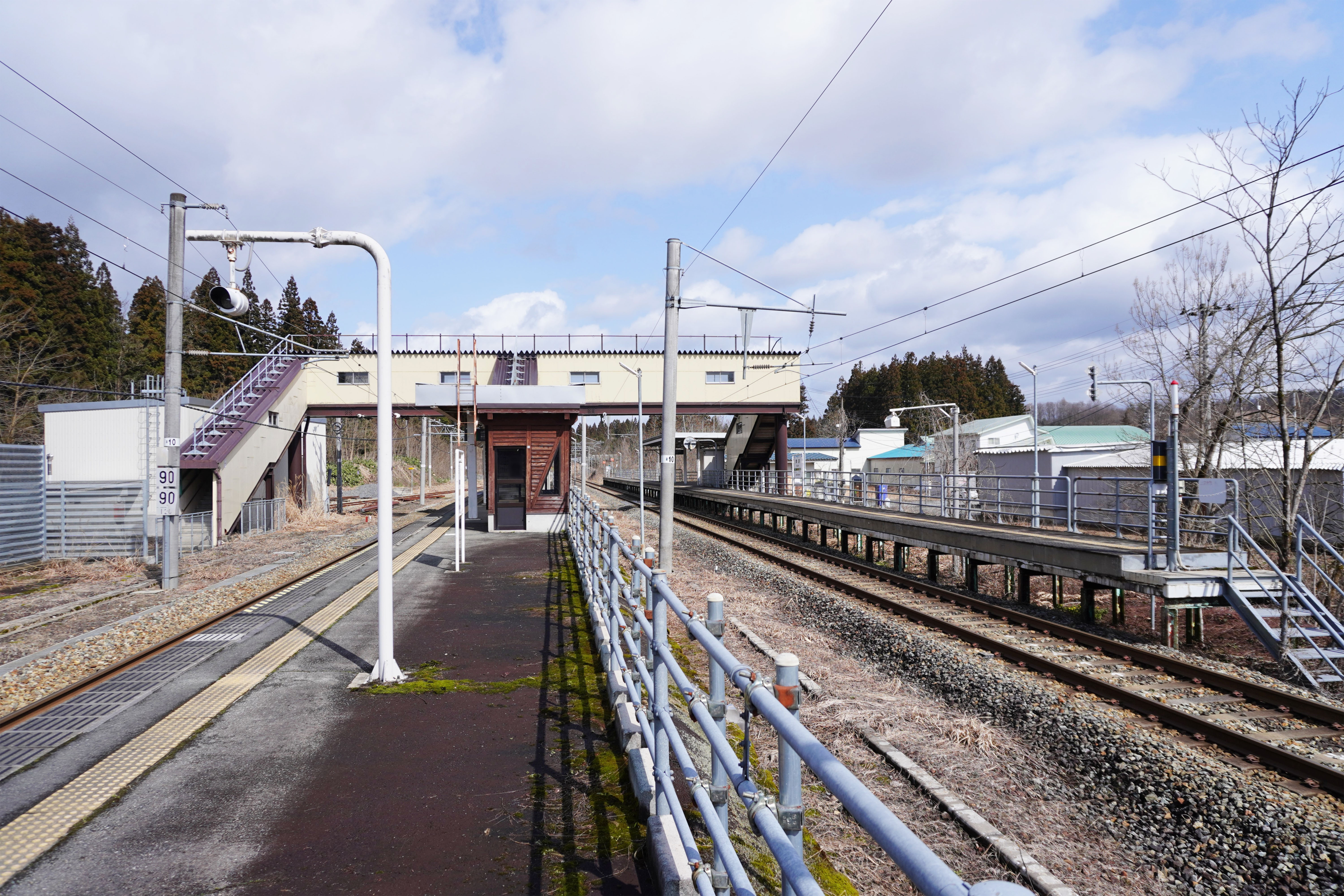
月台（2024年3月）

## 車站結構
側式月台2面2線的地面車站。

### 月台配置
| 月台 | 路線    | 方向 | 目的地         |
| ---- | ------- | ---- | -------------- |
| 1    | ■山形線 | 上行 | 村山、山形方向 |
| 2    | ■山形線 | 下行 | 新方向         |

## 相鄰車站
東日本旅客鐵道
■山形線（奧羽本線）
北大石田－蘆澤－舟形